# Uniwersytet Dakoty Północnej
Uniwersytet Dakoty Północnej (ang. University of North Dakota) – amerykański uniwersytet publiczny znajdujący się w Grand Forks w Dakocie Północnej, założony w 1883 roku (sześć lat przed powstaniem tego stanu). 
Jest najstarszym i największym uniwersytetem w tym stanie, kształci się na nim ponad 14 tysięcy studentów.